# Кисельов Григорій Леонідович
Григорій Леонідович Кисельов (19 квітня 1901, Овруч — 10 квітня 1952, Київ) — доцент Київської консерваторії, музикознавець, кандидат мистецтвознавства (1947; дисертація «Музика в житті і творчості Лесі Українки»).

## Біографія
Народився 19 квітня 1901 року в Овручі (тепер Житомирська область). В 1917 році закінчив Чернігівське музичне училище по класу фортепіано у професора Є. В. Богословського. Після декількох років роботи був направлений до Київської консерваторії. З 1923 року навчається на фортепіанному факультеті у професора С. Й. Короткевича, потім у М. П. Фролова і за пропозицією А. О. Альшванга переходить на новий «науково-теоретичний» факультет.  У 1927 закінчив науково-теоретичний відділ Музично-драматичного інституту ім. М.Лисенка. В 1927 році викладає теоретичні дисципліни в музичній школі ім. М. Леонтовича. У 1929 році у співавторстві з Л. В. Кулаковським Григорій Леонідович пише підручник з музичної грамоти, вперше виданий українською мовою в Києві в 1930 році. У 1930-1932 викладає у Музично-Драматичному інституті.
З 1932 року навчається в аспірантурі Московської консерваторії і веде курс історії музики в училищі ім. Гнесіних. У роки аспірантури Григорій Леонідович переробляє свій підручник для публікації російською мовою (два його видання вийшли в Москві в 1934 і 1936 роках).
У 1935 році Г. Л. Кисельов закінчує аспірантуру в Московській консерваторії і з листопада того ж року починає роботу в Свердловську. У консерваторії він працює на посаді доцента, веде музично-історичні предмети і виступає ініціатором створення нового історико-теоретичного факультету, а в 1936 році, з його відкриттям, стає першим деканом ІТФ.
У 1940–1941 керував науковою роботою Будинку-музею П. І. Чайковського у м. Клин. 
На початку ВВВ пішов на фронт, але потрапив у полон і знаходився у м.Нюренберг. Щоб не втратити здібності грати на фортепіано, намалював клавіатуру на дошці і "грав". 
У 1939–1940 роках і з 1945 року доцент і завідувач кафедрою історії російської музики Київської консерваторії, старший науковий співробітник Інституту мистецтвознавства, фольклору та етнографії АН УРСР. 
Серед учнів Г.Л.Кисельова були видатні українські музикознавці М.Гордійчук, О.І.Малозьомова, Л.Б.Архимович, Н.О.Герасимова-Персидська, Ф.І.Аерова, К.В.Майбурова, Л.К.Каверина,Т.М.Некрасова, Н.Попова.
Був одружений з Оксаною Олександрівною Яструбецькою, піаністкою, його ученицею, рід якої мав родові стосунки з письменником М.Драй-Хмарою, художником М.Пімоненко та іншими представниками української інтелігенції  та "Розстріляного Відродження". Двоюрідним дядьком О.Яструбецької був Гнат Яструбецький, адміністратор капели "Думка" - близький товариш М.Леонтовича, який розслідував смерть композитора.

Могила Григорія Кисельова

Факт перебування у полоні зіграв свою негативну роль у передчасній смерті від інфаркту. Неодноразово Г.Л.Кисельова викликали у Москву для того, щоб "давати свідчення". Крім того, критиці піддавалася його науково-викладацька діяльніть за "інтелігентність" та відсутність належного зв язку з "пролетарськими основами".
Помер 10 квітня 1952 року. Похований в Києві на Лук'янівському цвинтарі (ділянка № 13-3, ряд 2, місце 8).

## Твори
- Музична грамота [Архівовано 20 Лютого 2019 у Wayback Machine.] (разом з Л. В. Кулаковським). М., 1934; 2-е вид., виправлене і доп., 1936
- М. А. Балакірєв. Короткий нарис життя і діяльності. М. — Л., 1938
- «Могутня купка» та М. А. Балакірєв. М., 1940
- Короткий виклад нотної грамоти для заочників педагогічних училищ. Київ, 1949
- Людвіг ван Бетховен. Київ, 1949
- Л. М. Ревуцький. Київ, 1949
- Державний український народний хор. Київ, 1951
- Гулак-Артемовський. Київ, 1951: 2-е вид. 1955
- Сім струн серця (Музика в житті і творчості Лесі Українки) [Архівовано 22 Червня 2020 у Wayback Machine.]. Київ, 1968